# قوينينة

القوينينة (الاسم العلمي:Laguncularia) هو جنس نباتي يتبع الفصيلة القمبريطية من رتبة الآسيات.

## من أنواعه
يضم هذا الجنس نوع واحد فقط هما:
- قوينينة عنقودية (باللاتينية:  Laguncularia racemosa)